# Piscívoro

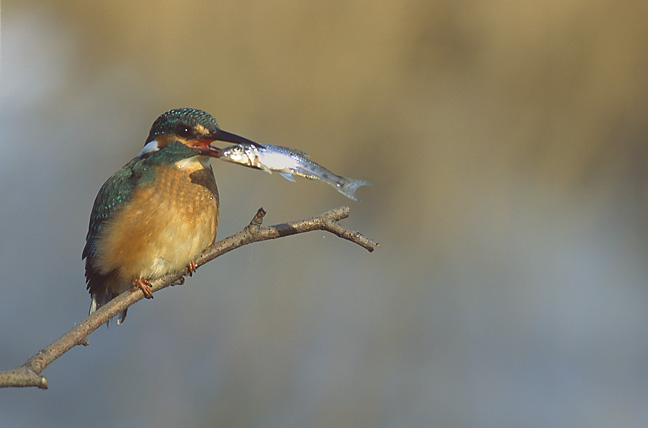
Martín pescador.

Un piscívoro es un animal carnívoro que se alimenta principalmente de peces. Fue la dieta de los primeros tetrápodos (anfibios), posteriormente surgieron los insectívoros y con el tiempo algunos reptiles se convirtieron en herbívoros.
Algunos animales, como los leones marinos o aligatores, son parcialmente piscívoros mientras otros como la jineta piscívora, son dependientes por completo de peces. Las palabra piscívoro se deriva del latín «piscis».

## Piscívoros vivientes
- Jineta piscívora
- Gato de cabeza plana
- Gavial
- Águila pescadora
- Pez tigre africano
- Barracudas
- Murciélago pescador
- Serretas
- Leones marinos
- Musarañas de agua

## Piscívoros extintos
- Megalodon
- Baryonyx
- Spinosaurus
- Dunkleosteus
- Hapalodectes
- Plesiosaurus
- titanoboa